# Stehlikiana obsoleta
Stehlikiana obsoleta är en insektsart som beskrevs av Victor Antoine Signoret 1854. Stehlikiana obsoleta ingår i släktet Stehlikiana och familjen dvärgstritar. Inga underarter finns listade i Catalogue of Life.